# Івакін Юрій Олексійович
Ю́рій Олексі́йович Іва́кін (нар. 24 грудня 1916 (6 січня 1917), Катеринослав — 7 березня 1983, Київ) — український літературознавець і письменник, дослідник творчості Т. Г. Шевченка. Доктор філологічних наук. Учасник німецько-радянської війни, молодший лейтенант військової служби.

## Життєпис
Народився 6 січня 1917 року в Катеринославі в родині науковця.
1940 року закінчив навчання в Київському університеті (філологічний факультет). По червень 1941-го викладав російську літературу в Станіславському державному учительському інституті. При евакуації державних установ з Станіслава відряджений до Києва з документами інституту.
Учасник німецько-радянської війни, молодший лейтенант військової служби. Наприкінці 1944 року був поранений, через це не зміг продовжити свою участь у військових діях. Нагороджений орденом Вітчизняної війни І ступеня, медалями.
Друкуватися почав 1947 року як фейлетоніст і сатирик у журналі «Перець». Літературно-критичні праці друкує з 1955 року.
З 1946 року — аспірант, протягом 1951—1983 років — науковий співробітник Інституту літератури імені Т. Г. Шевченка АН УРСР.
1962 — доктор філологічних наук.

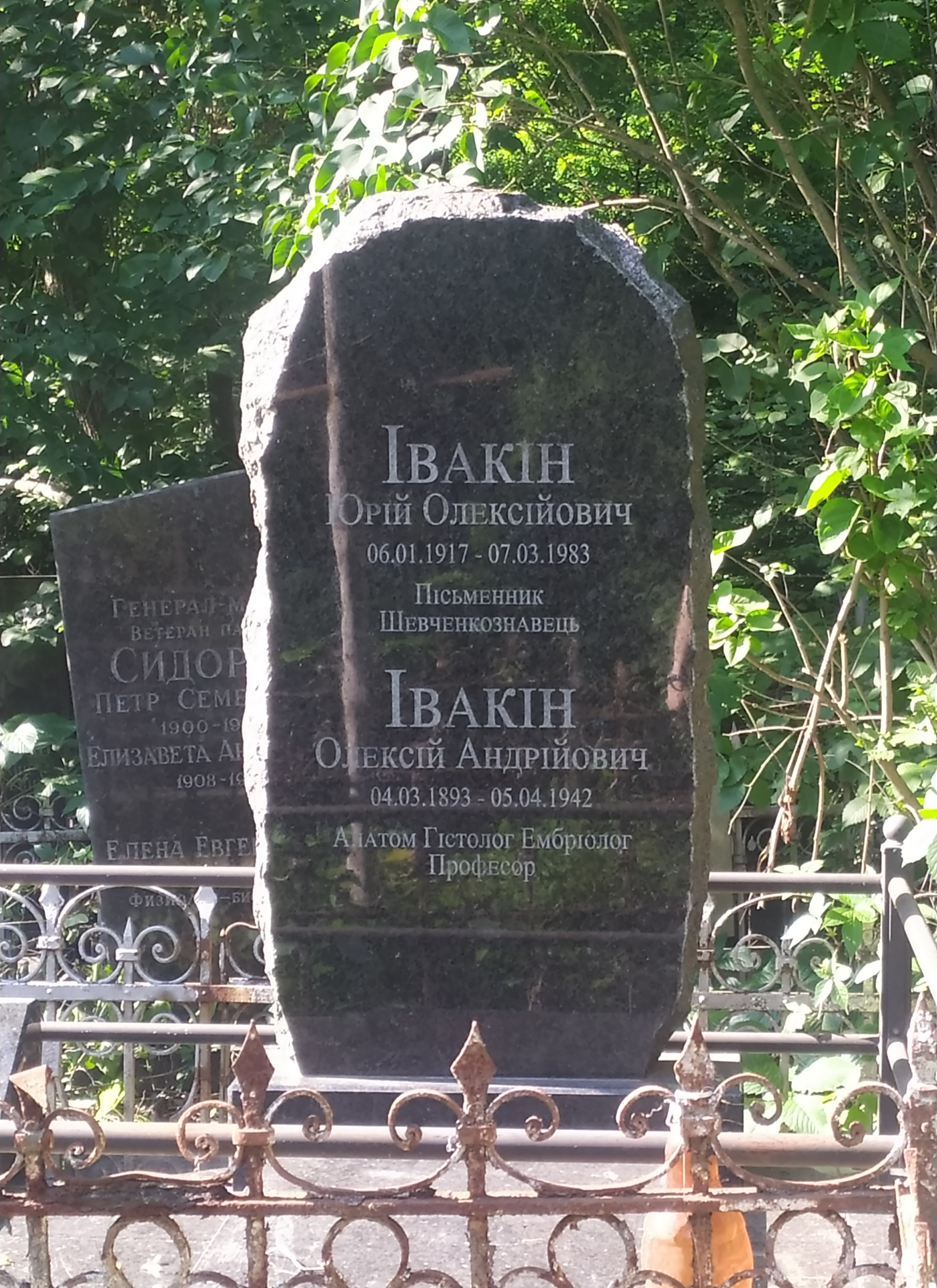
Могила Юрія та Олексія Івакіних, Байкове кладовище

Досліджував творчу спадщину Тараса Шевченка, створив науковий коментар до його творів, працював над їх інтерпретацією, вивчав стиль політичної поезії Кобзаря. Студіював творчі зв'язки поета з російськими письменниками («Т. Г. Шевченко і В. Курочкін», 1957), виступав з «Нотатками шевченкознавця» у журналі «Радянське літературознавство», де висвітлював окремі питання дослідження творчості поета. Брав участь у текстологічній підготовці десятитомного «Повного зібрання творів» Шевченка (т. 6. К., 1957) та шеститомного «Повного зібрання творів» (т. 2, 5. К., 1963-64).
Помер 7 березня 1983 року. Похований на Байковому кладовищі разом з батьком.

### Родина
Батько — науковець у галузях анатомії та гістології, педагог Олексій Івакін (1893—1942). Син — науковець-археолог, доктор історичних наук Гліб Івакін (1947—2018).

## Нагороди
Лауреат Шевченківської премії 1980 року — разом з Є. Кирилюком, В. Бородіним, П. Журом, Ф. Сараною — за «Шевченківський словник» у двох томах.

## Твори
Є автором таких книжок:
- 1959 — «Сатира Шевченка»,
- 1961 — «Стиль політичної поезії Шевченка. Етюди»,
- 1964 — «Коментар до „Кобзаря“ Шевченка. Поезії до заслання»,
- 1968 — «Коментар до „Кобзаря“ Шевченка. Поезії 1847—1861 pp.»
- 1984 — «Поезія Шевченка періоду заслання»,
- 1986 — «Нотатки шевченкознавця».

У співавторстві:
- 1975 — «Шевченкознавство. Підсумки й проблеми»,
- 1980 — «Творчий метод і поетика Шевченка».

Брав участь у приготуванні академічних видань творів Шевченка — в 1957 та 1963—64 роках,
- 1976—1977 — «Шевченківського словника».

Займався вивченням російської поезії початку XX століття, зокрема, творчості В. Брюсова. Писав літературні пародії, гумористичні оповідання, фейлетони — збірки
- 1970 — «Парнаський цирульник»,
- 1971 — «Пародії»,
- 1973 — «Книжка пародій», «Пересміхи»,
- 1975 — «Гіперболи», 1985 року видана в Софії болгарською мовою,
- 1979 — «Від великого до смішного», «Гумор і сатира»,
- 1982 — «Залп».

Писав памфлети «на злобу дня»: «Злий собака Піночет», «Обирали президента…», «Твердолоб».
Посмертно вийшли «Гіперболи» (1983) — в перекладі болгарською мовою, та «Гумор і сатира» (1986).